# Іваничі (Мінська область)
Іваничі (біл. вёска Іванычы) —  село в складі Червенського району Мінської області, Білорусь. Село підпорядковане Клиноківській сільській раді, розташоване в центральній частині області.